# Promenade (Linz)

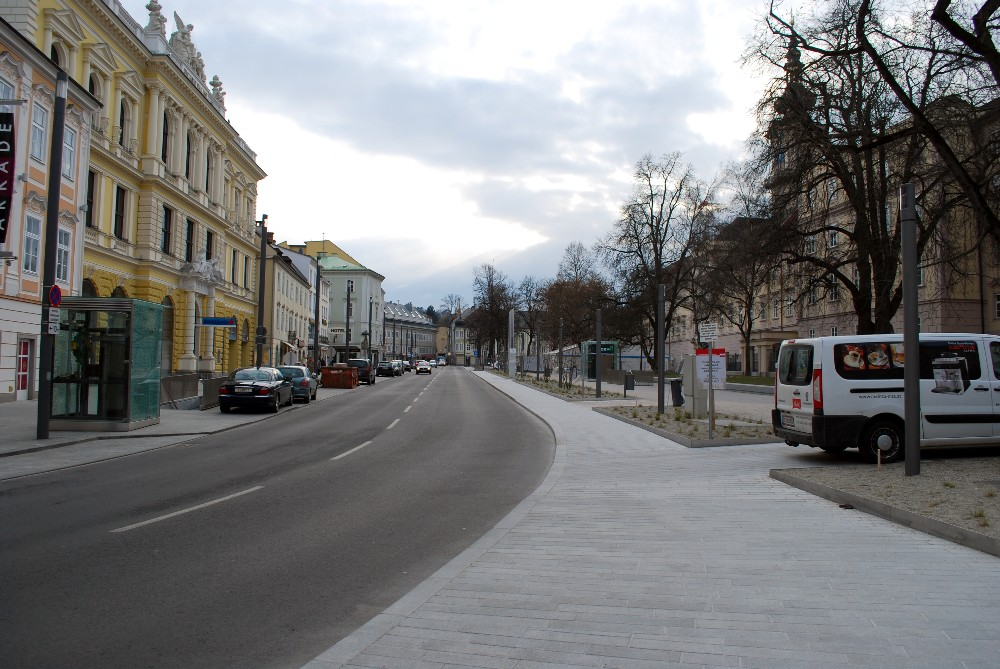
Südlicher Teil der Promenade

Die Promenade ist eine Straße in der oberösterreichischen Landeshauptstadt Linz. Sie befindet sich an der Grenze der historischen Altstadt im Altstadtviertel an der Stelle der ehemaligen Stadtbefestigung.

## Lage
Die Promenade beginnt am Taubenmarkt, einem Platz am Schnittpunkt von Landstraße, Graben, Schmidtorstraße und Domgasse. In südwestlicher Richtung führt sie 250 m bis zur Klammstraße. Dort biegt sie im rechten Winkel nach Nordwesten und führt weitere 200 m bis an den Fuß des Schlossbergs.

## Geschichte
Die Straße entstand an der Stelle der früheren Linzer Stadtbefestigung. Diese wurde nach einem Großbrand im Jahr 1800 abgetragen. Dabei wurde der Stadtwall eingeebnet und der Stadtgraben aufgeschüttet, wodurch der Platz für die neue Straße und den dem Landhaus vorgelagerten Park entstand.
Im Mittelalter wurde die Gegend der heutigen Straße als Im Baumgarten bezeichnet. Den Namen Promenade erhielt die Straße 1869, zuvor war sie und ihre Teilstücke als Oberer Graben, Landhausgraben und Theaterplatz bekannt.
Von 2007 bis 2008 wurde unter der Promenade eine Tiefgarage mit 488 Parkplätzen errichtet. Dabei wurde auch die Oberfläche neu gestaltet. Es entstanden eine urbane Promenade mit breiten Gehwegen sowie ein moderner Stadtpark mit Kinderspielplatz und einer rund 230 m langen Granitbank. Die verwendeten Granitplatten und -blöcke stammen aus dem oberösterreichischen Steinbruch Poschacher Natursteinwerke. Die Neuanlage wurde im Jahr 2009 mit dem Bauherrenpreis der ZVA geehrt.

## Bauwerke an der Straße
Dominiert wird die Promenade vom Linzer Landhaus und dem Landhauspark, die sich an der Nordseite der Straße befinden. Außerdem liegen das Landestheater Linz, die Promenaden Galerien, die Wimmer Medien (Oberösterreichischen Nachrichten und Tips), die Zentrale der Sparkasse Oberösterreich und das überregional bekannte Café Traxlmayr an der Straße.
Die Landhausbrücke aus dem Jahr 1769 wurde im Rahmen der Umbauarbeiten im Mai 2007 wiederentdeckt. Die Brücke hatte den früheren Verteidigungsgraben überspannt und wurde gemeinsam mit dem Graben 1800 zugeschüttet.

### Hessendenkmal
Das im Landhauspark befindliche Hessendenkmal ist ein Werk von Franz Forstner. Es wurde 1928 nach den Plänen von Forstner errichtet, auf Initiative des Hessenbundes. Das Denkmal erinnert an das 1733 gegründete Infanterieregiment Nr. 14, welches ab 1779 das Linzer Hausregiment gewesen ist. Die Bezeichnung Hessen, eine im Volksmund gebräuchliche Bezeichnung, entstand weil die letzten drei Regimentsinhaber (Ehrenoberste) die jeweils regierenden Großherzöge von Hessen waren. Der Pfeiler besteht aus drei achtseitigen Trommeln auf einem wuchtigen Sockel, welcher von vier Streben gestützt wird. Namen von Kriegsschauplätzen und Jahreszahlen erinnern an der Außenfläche des Pfeilers an die wichtigsten Einsätze des Regimentes. Eine Inschrift am Sockel erinnert an die über 5000 im Ersten Weltkrieg gefallenen Soldaten dieses Regiments.

### Stifterdenkmal

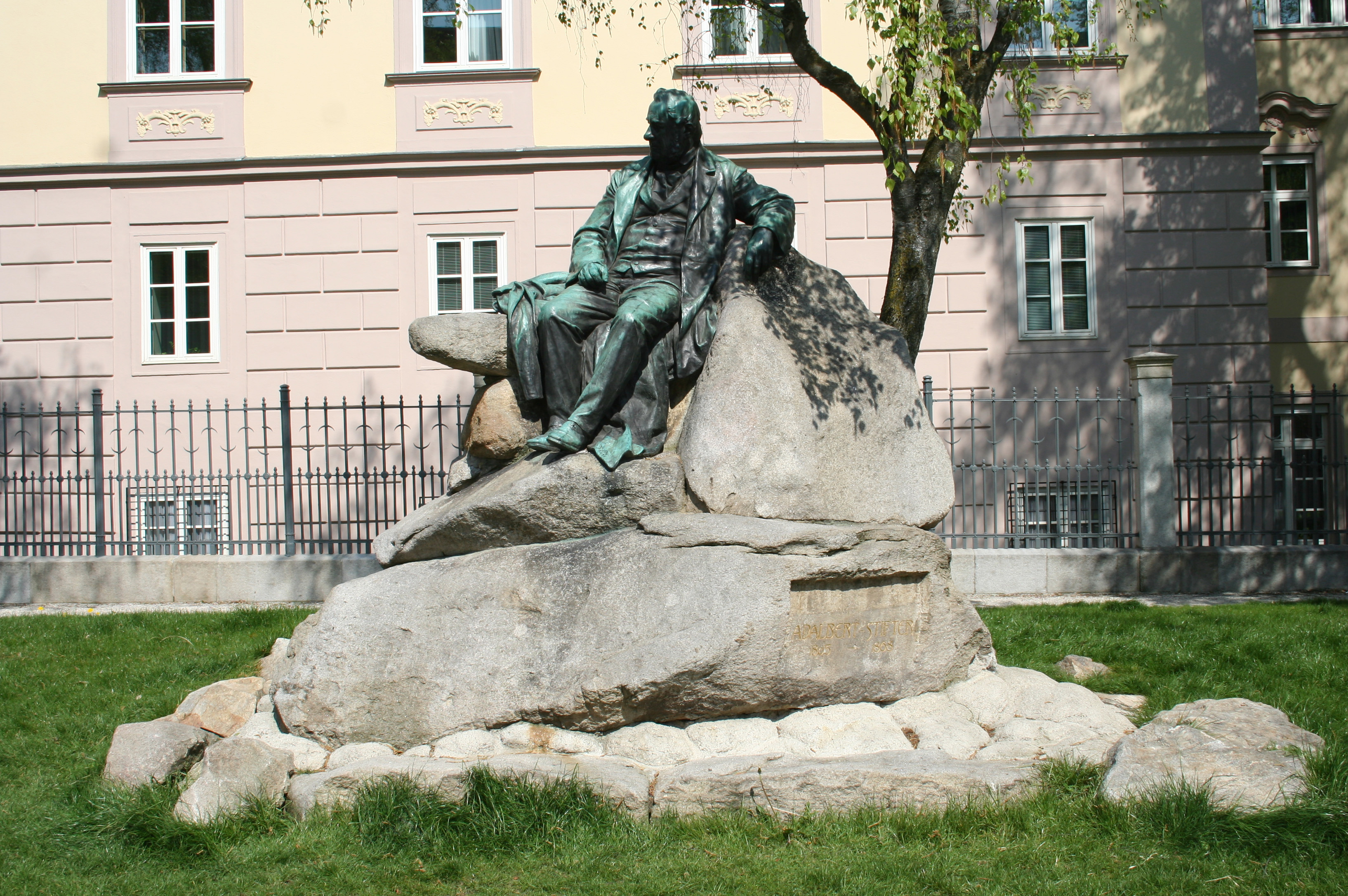
Das Stifterdenkmal

Der berühmte Schriftsteller, Maler und Pädagoge Adalbert Stifter lebte von 1848 bis zu seinem Tod im Jahr 1868 in Linz, an der Unteren Donaulände, im heutigen Stifterhaus. Der Standort für das Stifterdenkmal an der Promenade wurde ausgewählt, da er in seinen Dienstjahren als Schulrat aus seinem Büro in der Statthalterei auf diese blickte. Am 24. Mai 1902 wurde das von Johann (Hans) Rathausky konzipierte lebensgroße Bronzedenkmal enthüllt – der Dichter sitzt auf einem eigens aus dem Böhmerwald herbeigeschafften Granitfelsen, mit Hut und Mantel an seiner Seite. Das Denkmal war 2005 im Rahmen einer Kunstaktion aus Anlass des 200. Geburtstages von Stifter von seinem angestammten Platz vor dem Landhaus in Linz nach Kirchschlag (Bezirk Urfahr-Umgebung) übersiedelt und wurde erst im Dezember 2008 wieder rückgeführt.

### Fadingersäule
Die Geißelsäule (sogenannte Fadingersäule) wurde nach der Überlieferung an der Stelle errichtet, wo Stefan Fadinger am 28. Juni 1626 eine Schussverletzung erlitten hatte, an der er letztendlich starb. Es ist nicht bekannt, wer die Auftraggeber der Säule waren, die bereits auf einer mit 1732 datierten Ansicht des Landhauses zu erkennen ist. Auf einem Granitsockel ruht eine ebenfalls aus Granit hergestellte tragende Säule toskanischen Typs. Eine ursprüngliche Datierung von 1713 wurde später auf 1769 geändert. Auf dem Kapitell befindet sich eine mit 1702 datierte Bronzegruppe, welche die Geißelung Jesu darstellt. Über der Figurengruppe trägt eine Deckplatte, die von vier Metallstäben gehalten wird, eine Granitkugel.